# Une femme française
Ne doit pas être confondu avec Femmes françaises.
Pour plus de détails, voir Fiche technique et Distribution.
Une femme française est un film français réalisé par Régis Wargnier, sorti en 1995. Il est basé sur la vie de sa propre mère.

## Synopsis
En 1939 à Nancy, Jeanne épouse le lieutenant d'infanterie Louis, qui est fait prisonnier de guerre durant cinq ans. Il découvre que Jeanne l'a trompé. Il lui pardonne. Jeanne accouche de jumeaux à Noël. Ils partent pour Berlin où Jeanne tombe éperdument amoureuse d'un Allemand : Mathias. Louis doit partir pour l'Indochine, tandis que Jeanne rentre à Paris, avec Mathias. Elle décide de l'épouser mais sa famille s'y oppose en l'empêchant de voir ses enfants.

## Fiche technique
- Titre  original : Une femme française
- Réalisateur : Régis Wargnier
- Scénariste  : Régis Wargnier et Alain Le Henry

- Producteur : Yves Marmion
- Musique du film :  Patrick Doyle
- Directeur de la photographie : François Catonné, Marc Koninckx (opérateur steadicam)
- Montage :  Agnès Schwab et Geneviève Winding
- Distribution des rôles :   Francine Cathelain
- Création des décors :   Jacques Bufnoir
- Direction artistique : Dieter Döhl et Jean Poinot
- Décorateur de plateau :  Sophie Martel
- Création des costumes : Jacques Fonteray
- Coordinateur des cascades : Armin Sauer
- Pays d'origine  :  France
- Genre : drame
- Durée : 100 minutes
- Date de sortie : 15 mars 1995 en France

## Distribution
- Emmanuelle Béart : Jeanne
- Daniel Auteuil : Louis
- Samuel Le Bihan : Henri
- Jean-Claude Brialy : Arnoult
- Laurence Masliah : Hélène
- Gabriel Barylli : Mathias
- Geneviève Casile : Solange
- Jean-Noël Brouté : Marc
- Michel Etcheverry : Charles
- Heinz Bennent : Andréas, le père de Mathias
- François Caron : Liseul
- Antoine du Merle : Antoine
- Yan Duffas :  un joueur de volleyball
- Pierre Cassignard : inspecteur
- Isabelle Guiard :	Mathilde
- Maria Fitzi : Liseul
- Désirée Dupont : Armelle
- Yôko Mollaret : Armelle
- Vincent Ophele : Laurent
- Georg Leopold : Passer-by
- Axel Wandtke : Officier russe
- Joseph Sumner : Officier anglais
- Vincent Kliesch : Voleur de tête
- Fabienne Tricottet : Gisèle
- Odile Simonnin : Trapéziste
- Clara Di Girolamo : Martine
- Maryll Guinard : Martine
- Arnaud Brunel : Benoit
- Soulian Simonet : François
- Paul Rivière : Arnaud
- Andréa Chilma : Éléonore
- Helga Pedersen : danseuse Kirghiz
- Swetlana Skorochodowa : danseuse russe
- Jean-François Bayonne : officier français
- Dita Rolle : officier française
- Daniel Bouloux : Ami de Louis
- Patricia Gélin :  Ami de Louis
- Rémi Louis : Prêtre de Nancy
- Anna-Magdalena Fitzi : Margot
- Laurent Vivien : Officier de l'aéroport
- Frank-Lorenz Engel : Officier de l'aéroport
- Gilles Gavois : Le militaire

## Production

### Lieux de tournage
Le film a été tourné en partie en France à Nancy, en Allemagne à Berlin, et en Syrie sur le site archéologique d'Apamée.